# José Ferraz de Almeida Júnior
José Ferraz de Almeida Júnior (n. 8 mai 1850, Itu, São Paulo, Brazilia – d. 13 noiembrie 1899, Piracicaba, São Paulo, Brazilia), cunoscut adeseori ca Almeida Júnior, a fost un artist și designer brazilian; unul dintre primii din acea zonă care a pictat în tradiția realistă a lui Gustave Courbet și a lui Jean-François Millet. În ziua sa de naștere este sărbătorită „Dia do Artista Plástico” (Ziua Artiștilor Plastici din Brazilia).

## Biografie
Cariera sa artistică a început în timp ce era clopotar la biserica „Doamna Candelaria” unde a creat câteva mici lucrări pe teme religioase. Preotul-șef de acolo a fost destul de impresionat pentru a ține o strângere de fonduri, astfel încât Júnior să poată ajunge la Rio de Janeiro și unde să ia lecții de artă.
În 1869, s-a înscris la Academia Imperial de Belas Artes, unde a studiat cu Victor Meirelles și Pedro Américo. Vorba și maniera sa simple, de țară, ar fi fost sursa unui interes mai mare și, se poate presupune, a unui anume amuzament. După absolvire, a ales să nu concureze pentru o bursă de călătorie în Europa, revenind în schimb la Itu și înființând un atelier.
Aparent a fost destinat să vadă Europa. În 1876, în timpul unui tur în regiunea São Paulo, împăratul Pedro al II-lea a văzut lucrările lui Júnior, a fost impresionat de acestea și și-a oferit personal sprijinul său financiar. [2] Mai târziu în acel an, printr-un decret regal i-a acordat lui Júnior 300 de franci pe lună (60 USD/lună) în scopul studierii la Paris. Curând s-a stabilit în Montmartre și s-a înscris la École des Beaux-Arts, devenind unul dintre numeroșii studenți ai lui Alexandre Cabanel. În timp ce era acolo, a participat la patru expoziții pariziene.

## Revenirea în Brazilia
A rămas în Paris până în 1882 apoi, după o scurtă călătorie în Italia, s-a întors în Brazilia și a expus lucrările pe care le-a creat în timpul călătoriei sale. În anul următor, a deschis un atelier în São Paulo unde a predat lecții de pictură. De asemenea, a susținut expoziții de artă și a realizat portrete ale unor oameni importanți, de la patroni de cafenele la politicieni republicani. În 1884, a susținut o expoziție la „Exposição Geral de Belas Artes” și a fost făcut Cavaler al Ordinului Trandafirului.
Un an mai târziu, Victor Meirelles s-a oferit să-i ofere lui Júnior funcția de profesor de istorie a picturii la Academie, dar Júnior a refuzat oferta, preferând să rămână în São Paulo. Din 1887 până în 1896, a mai realizat încă trei călătorii în Europa. În această perioadă, el s-a îndepărtat din ce în ce mai mult de lucrări biblice și istorice în favoarea temelor regionaliste, înfățișând viața de zi cu zi a „caipirașilor” lăsând în urmă stilul academic apropiindu-se treptat de naturalism. În ciuda acestor schimbări, reputația sa în cadrul Academiei a rămas necontestată și a primit Medalia de Aur în 1898.
Viața sa s-a încheiat tragic un an mai târziu, când a fost înjunghiat mortal în fața Hotelului Central din Piracicaba de către vărul său José de Almeida Sampaio, care aparent tocmai aflase despre relația de lungă durată a lui Júnior cu Maria Laura do Amaral Gurgel; soția lui Sampaio care fusese pentru scurt timp logodită cu Júnior.

## Lucrări alese

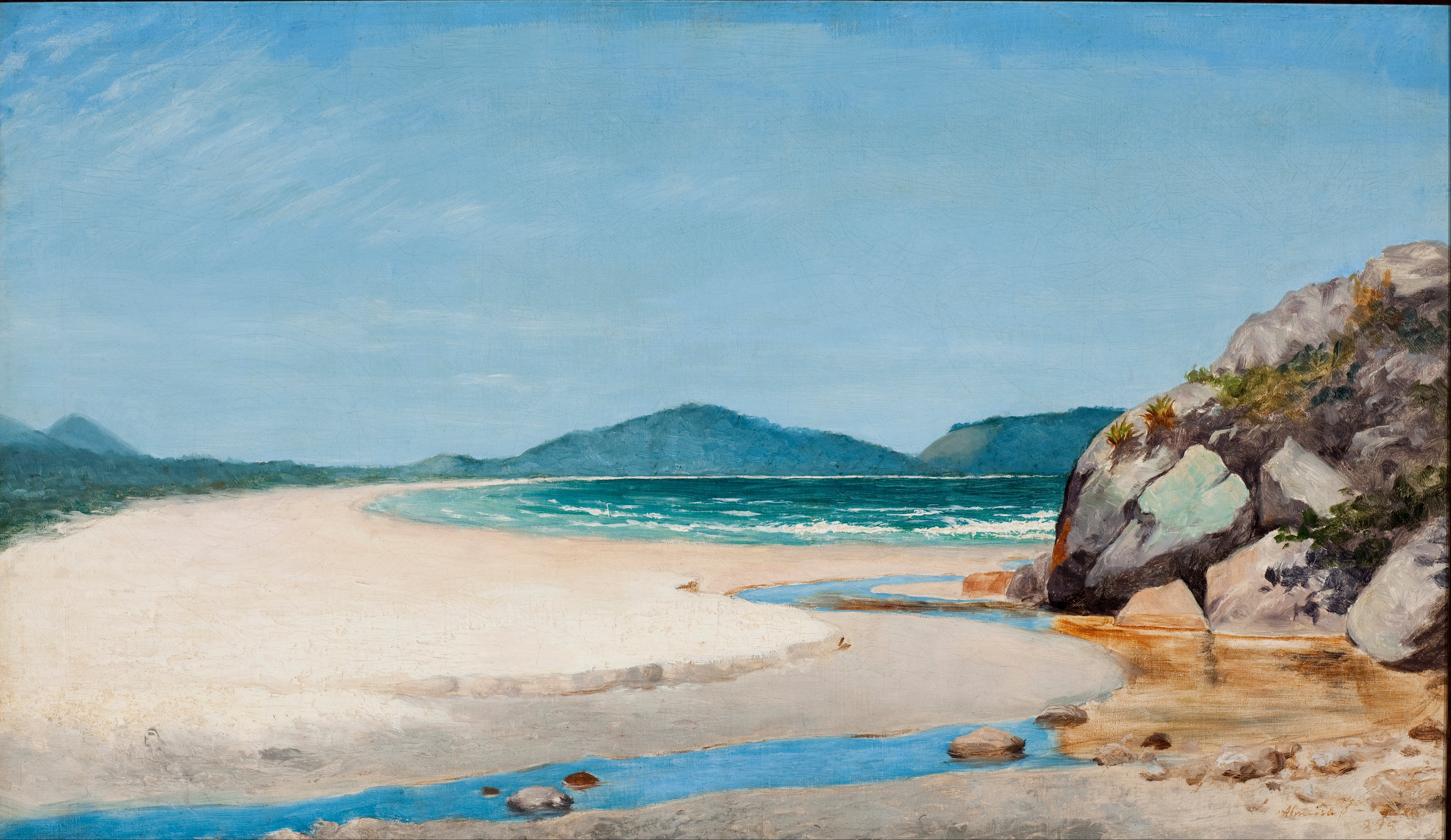
Almeida Júnior - Priveliște marină, Guarujá

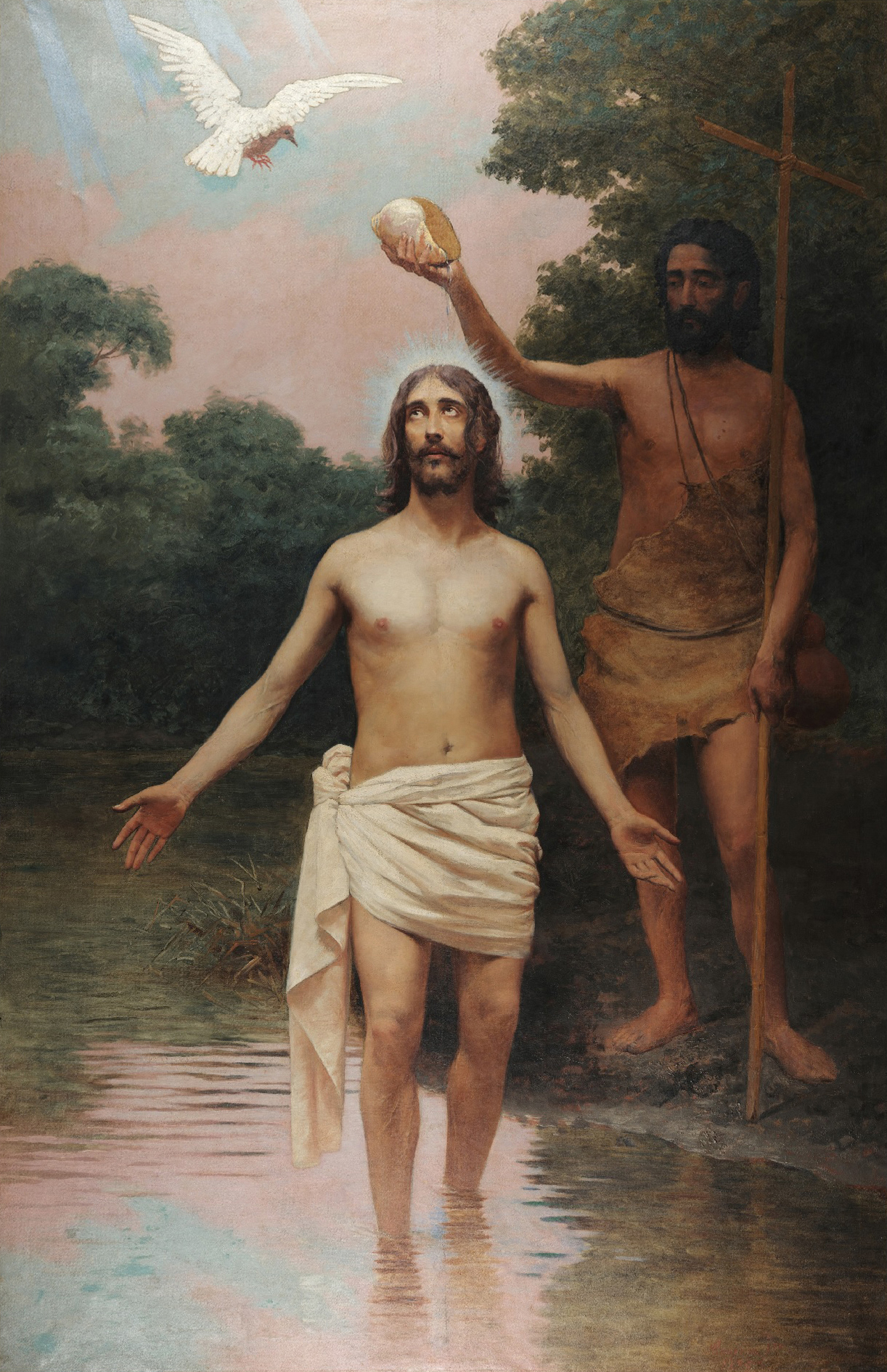
Botezarea lui Hristos (1895)
Saudade (1899)
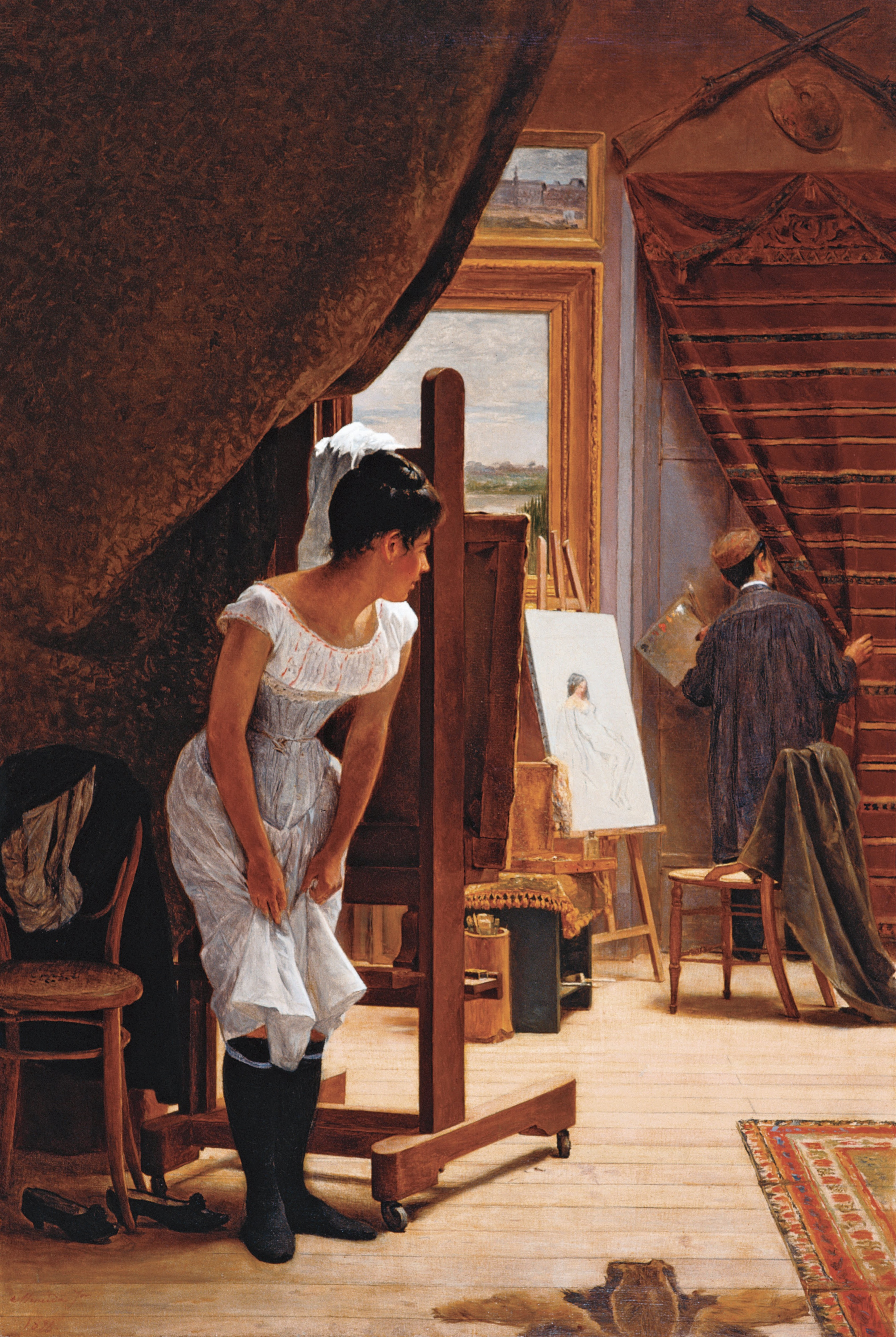
Nepoftita (1898)
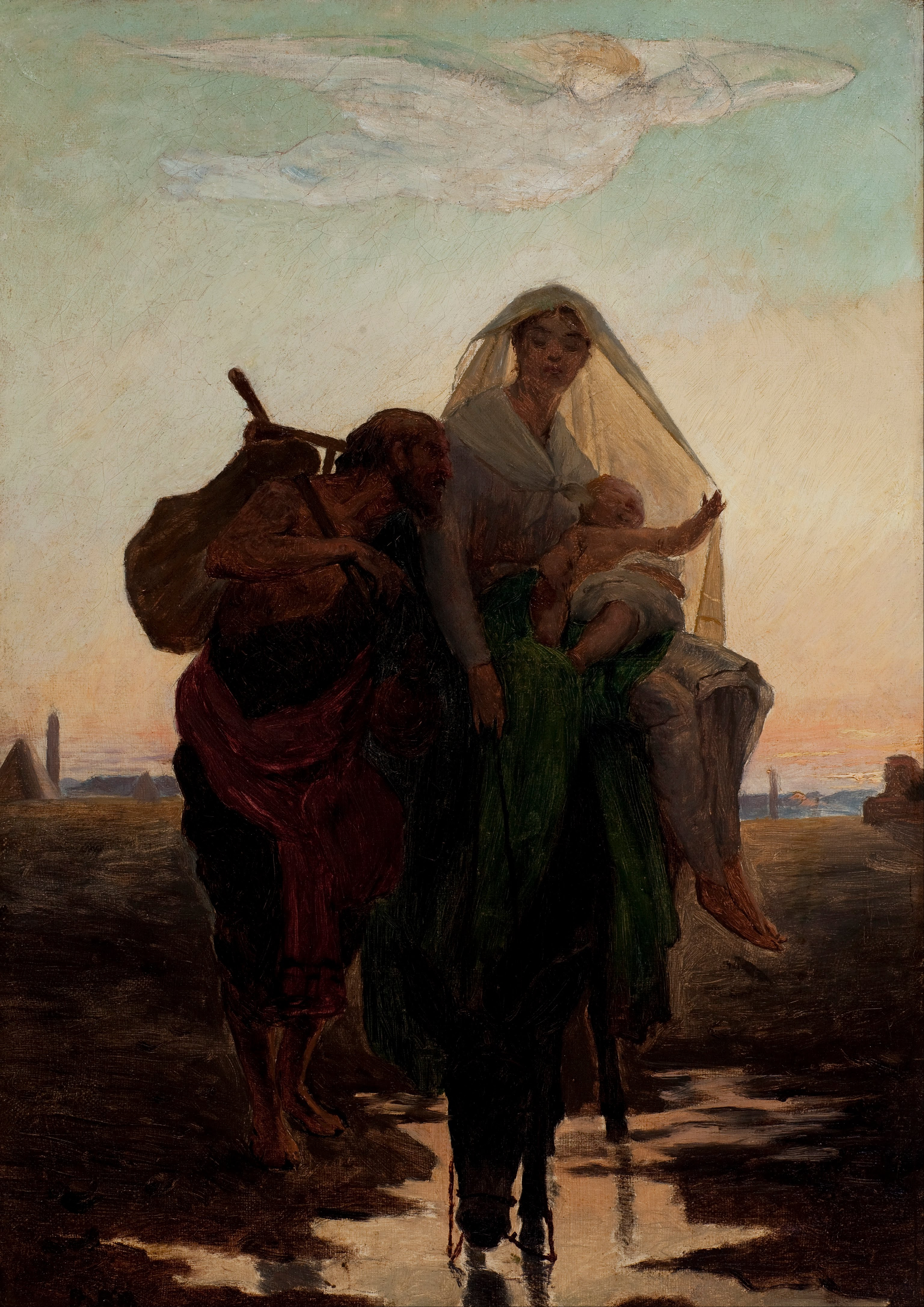
Studiu pentru "Fuga Familiei Sfinte în Egipt" (1881)
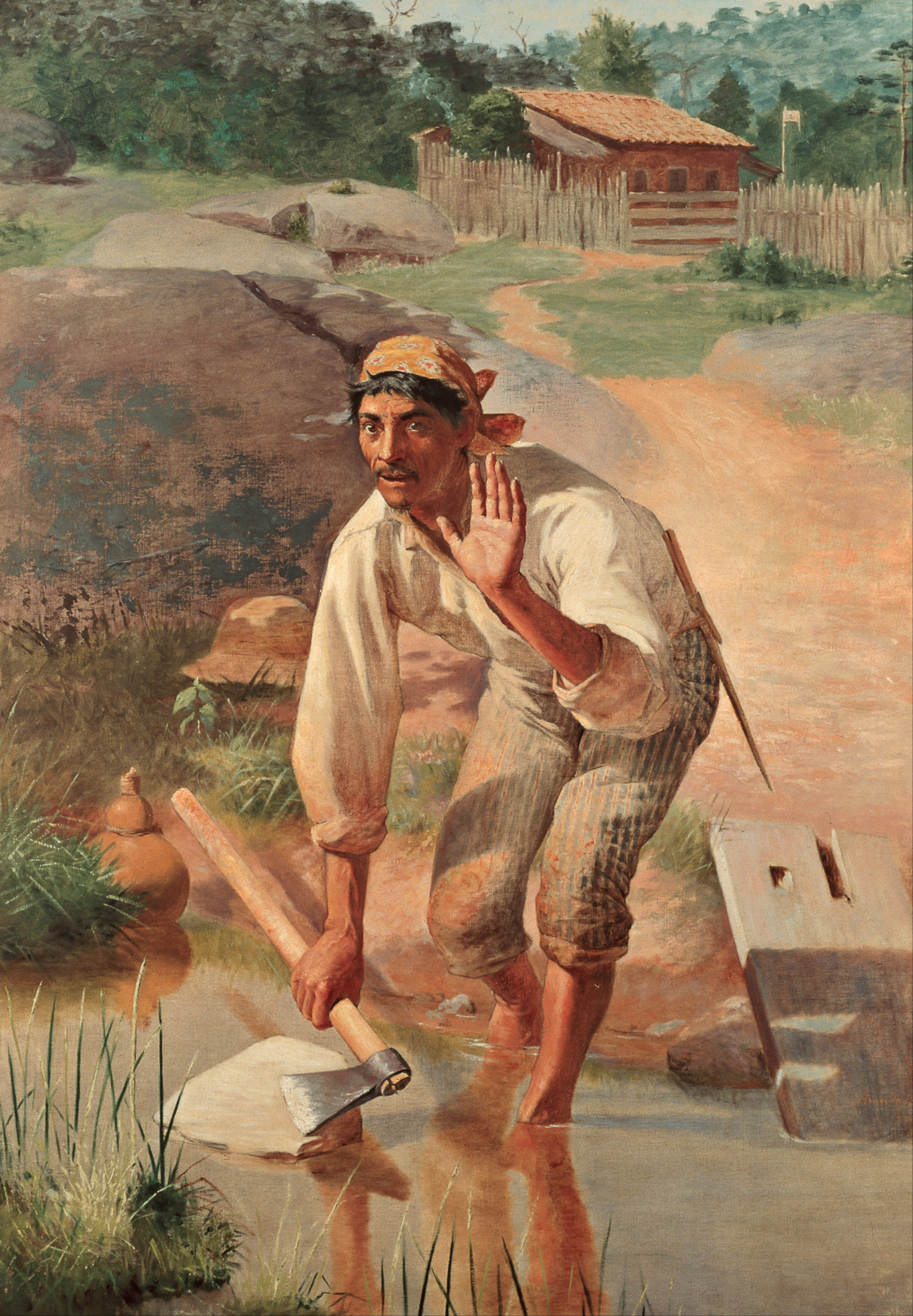
Stimulare întreruptă (1894)
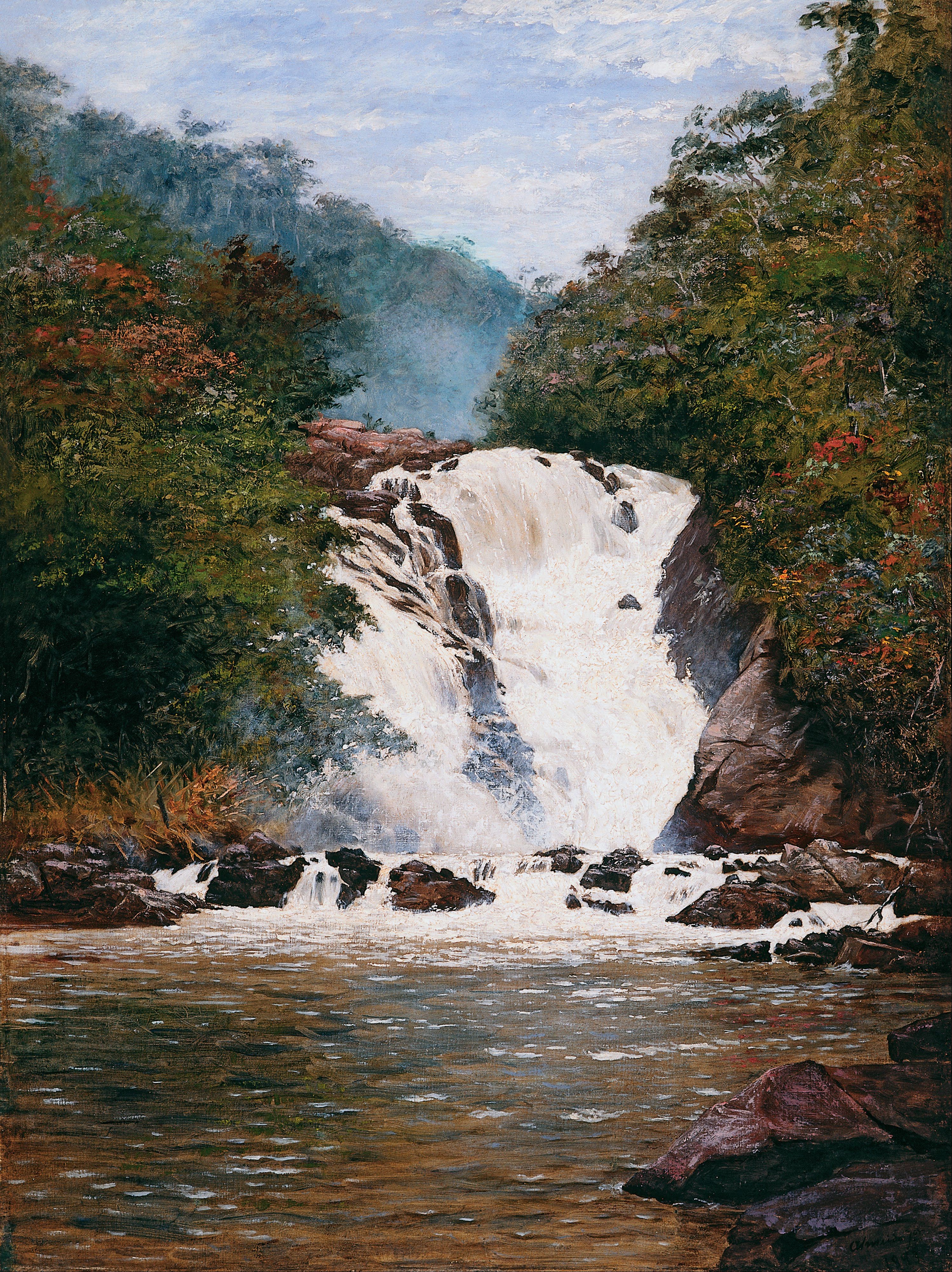
Cascada Votorantim
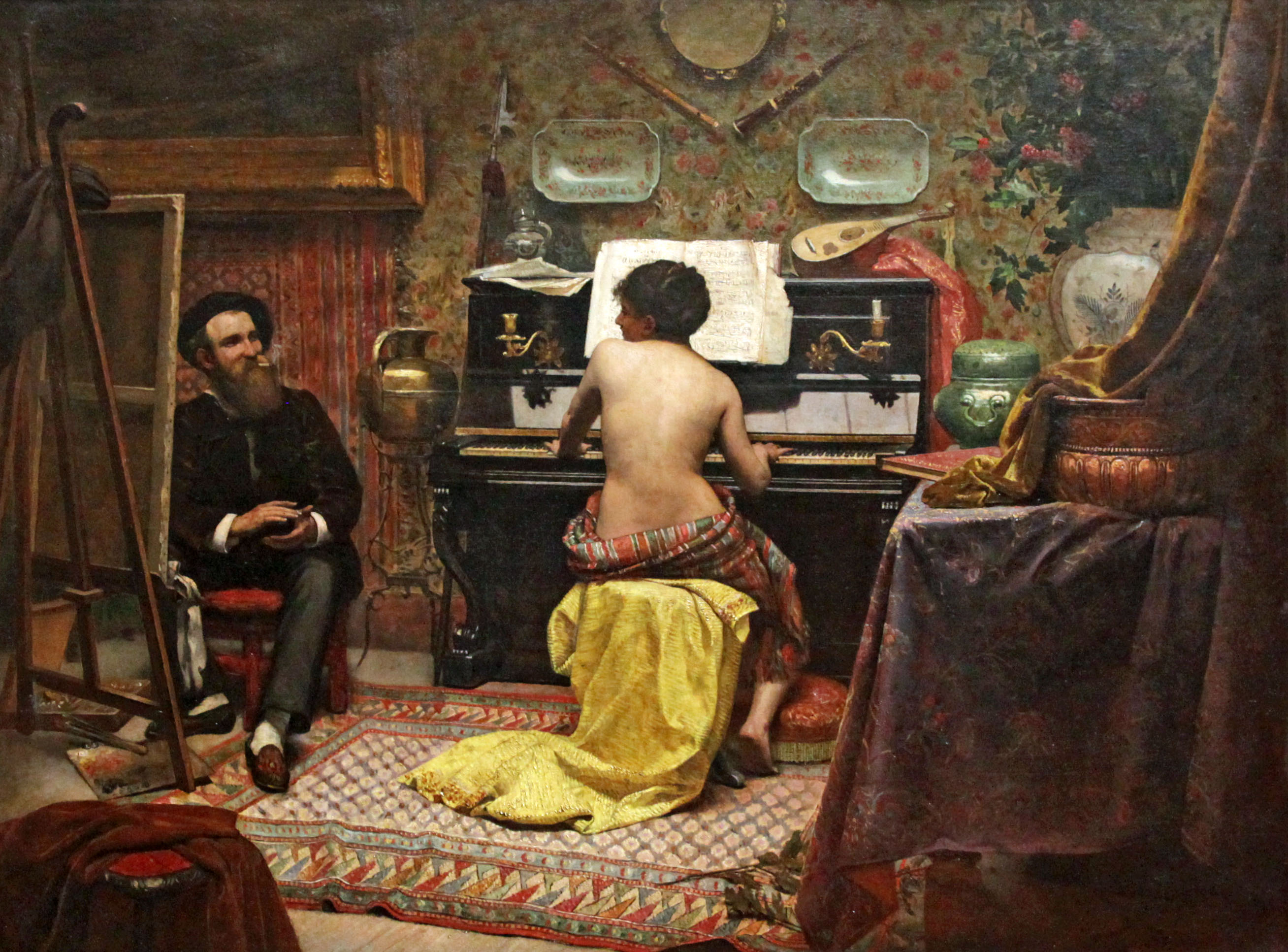
Odihna modelului
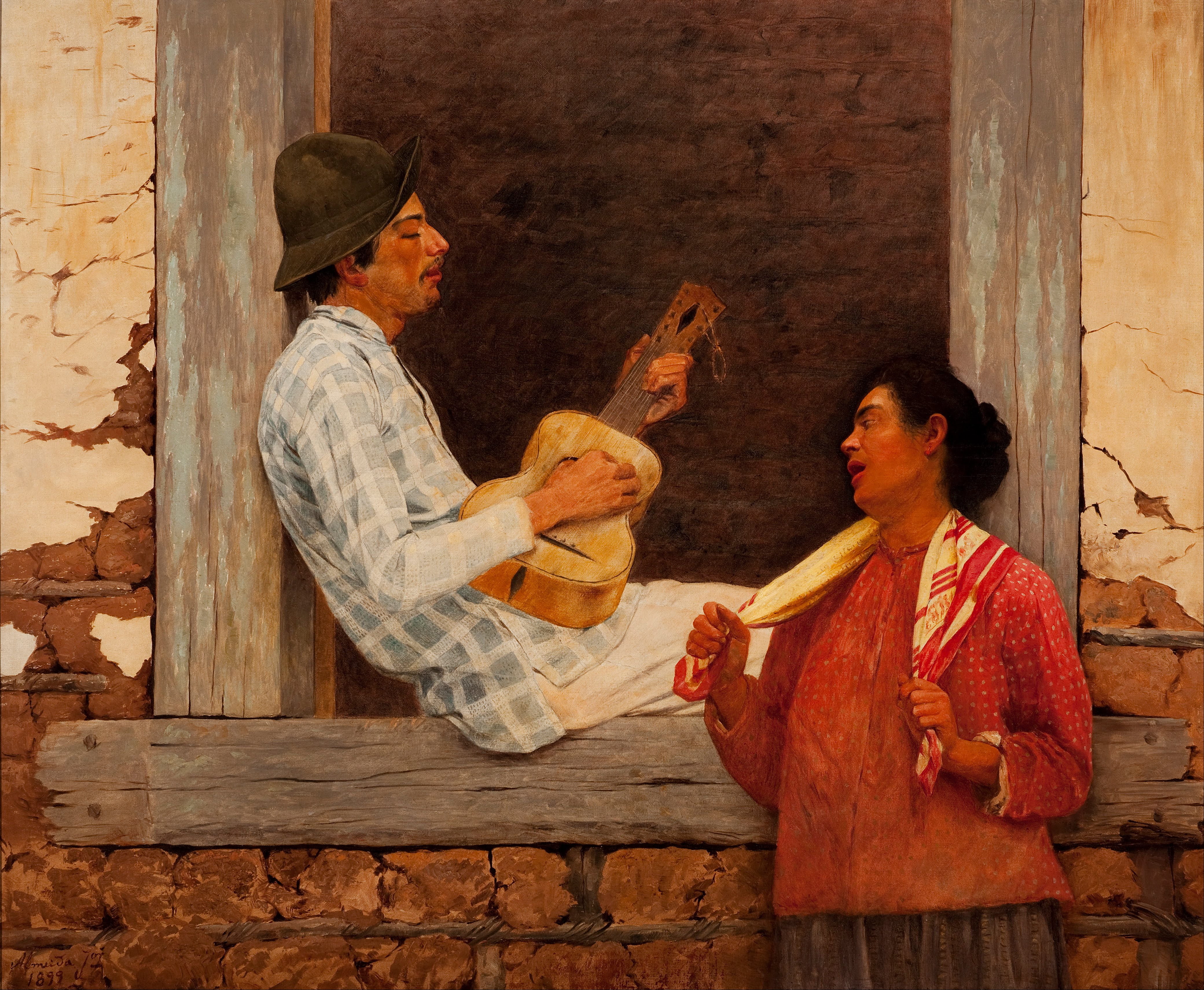
Chitaristul
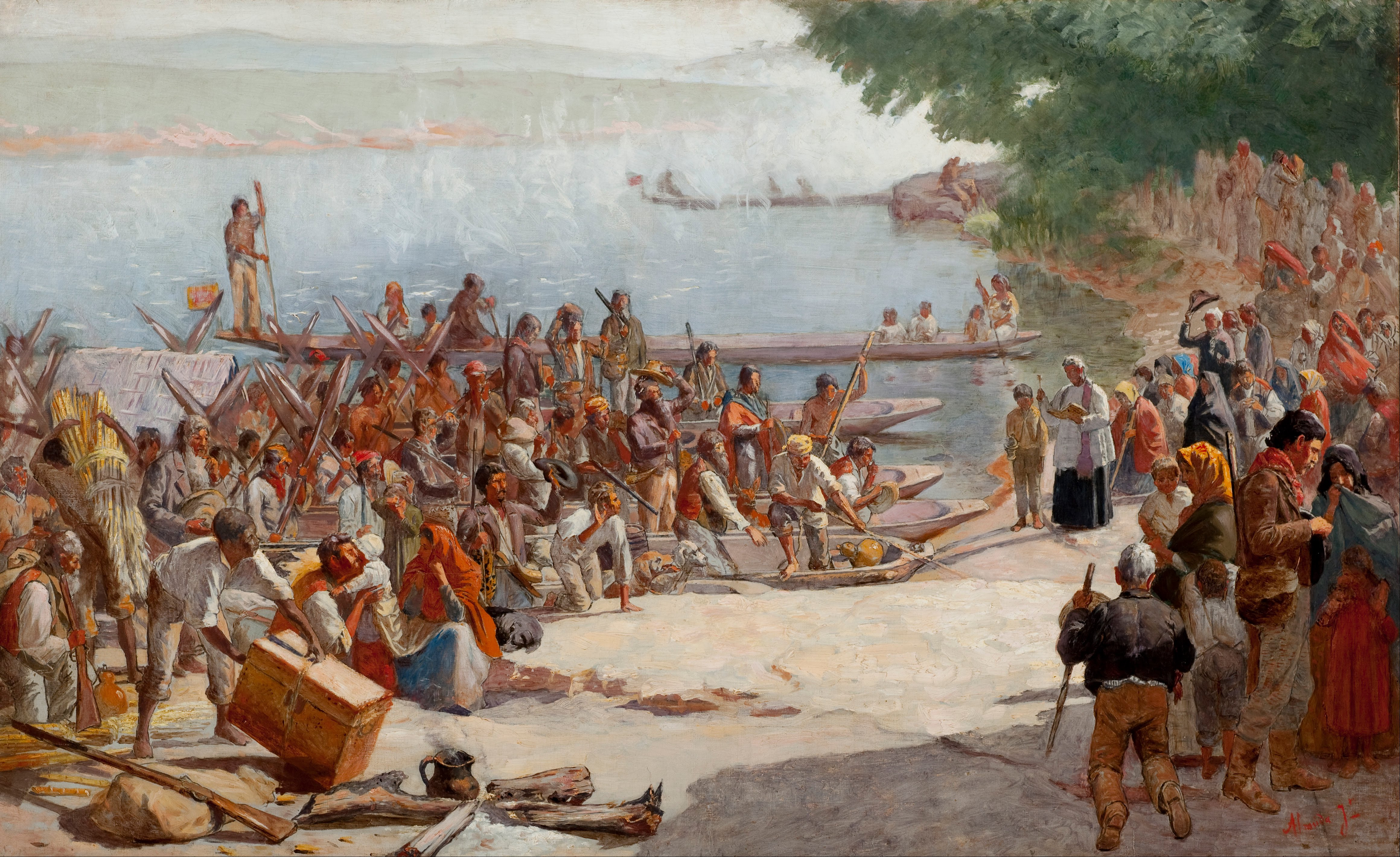
Studiu pentru „Plecarea din Monção”
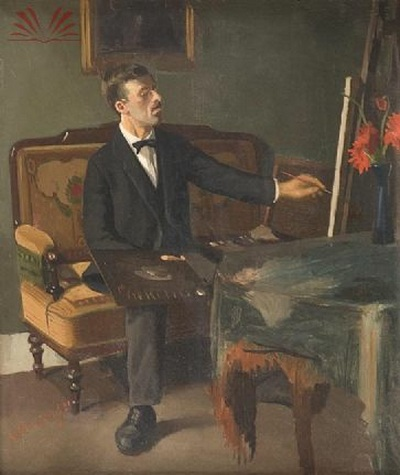
Un pictor